# René Demasnet
René Demanest (✰ 1881;  ✝ 1947) foi um aviador francês, pioneiro da aviação. 

## Histórico
René Demanest esteve muito ligado à empresa Antoinette e seus aviões. Nomeado piloto chefe da empresa nas instalações de Châlons-en-Champagne, ele participou de forma marcante dos testes do modelo Antoinette IV com o novo motor de 50 hp. Em 29 de abril de 1909, ele realizou um primeiro voo de seis quilômetros, e o novo motor Antoinette V8 se comportou muito bem, tanto que no dia seguinte ele fez um outro voo desta vez de quinze quilômetros.

## Os voos de 1909
As principais realizações de René Demanest em 1909 foram:
- Em 21 de maio de 1909, em Mourmelon en Champagne, René efetuou um voo de 13 minutos e 23 segundos a 72 lm/h num monoplano Antoinette.
- Em 11 de julho de 1909, em Camp de Chalons-en-Champagne, René executou dois voos de 10 minutos, mas devido à uma ventania, no segundo voo o avião caiu e René sofreu alguns ferimentos.